# Rugilandia

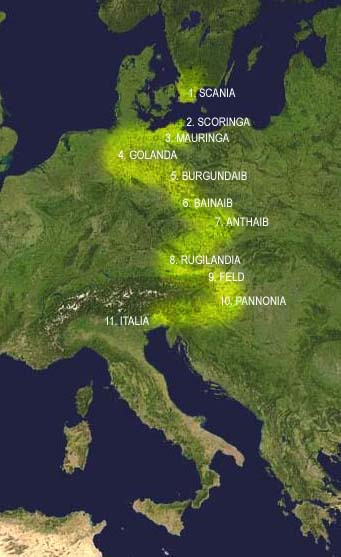
Le principali tappe della migrazione dei Longobardi.

La Rugilandia (nelle fonti antiche chiamata anche Rugiland o Rugilanda) era, secondo la nomenclatura geografica altomedievale, la terra abitata dai Rugi, in seguito occupata dai Longobardi. Corrispondeva grossomodo all'area dell'odierna Bassa Austria, a nord del Danubio.
I Rugi, che avevano occupato la regione nella seconda metà del IV secolo, ne furono scacciati da Odoacre, re degli Eruli, nel 487. Rimasta spopolata, la Rugilandia fu invasa dai Longobardi, provenienti dalla Boemia e dalla Moravia.

## Territorio
Gli esatti confini della regione sono incerti, ma è sicuro che fosse collocata a nord del medio corso del Danubio e del Norico, quindi tra le odierne città di Linz e Vienna.

## Popolazioni
Verso la metà del IV secolo la regione fu occupata dai Rugi, una popolazione germanica orientale di origine scandinava che diede il proprio nome alla Rugilandia. Stanziati, ai tempi di Tacito, nell'attuale Pomerania orientale, si erano spostati sul medio Danubio, dove furono sottomessi dagli Unni.
Dopo il 488, scacciati i Rugi da parte di Odoacre, in Rugilandia si installarono i Longobardi, che rimasero nella regione fino ai primi anni del VI secolo, quando si spostarono nel Feld. È possibile che il trasferimento fosse dovuto a un'imposizione da parte degli Eruli di re Rodolfo, che avrebbero costretto il re longobardo Tatone a cedere loro la Rugilandia; intorno al 508, tuttavia, Tatone avrebbe sconfitto e ucciso in battaglia il nemico, restando padrone della regione.

## Storia

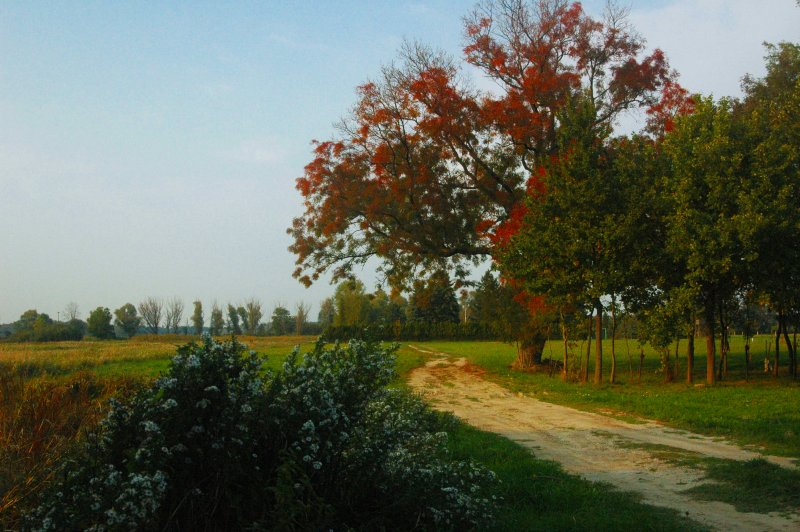
Il paesaggio della Bassa Austria presso Hohenau an der March, sul limitare dell'antica Rugilandia con il Feld.

Nel 487 il re dei Rugi Feleteo entrò in conflitto con Odoacre, che già da alcuni anni regnava in Italia. Secondo Paolo Diacono, causa dello scontro fu l'ostilità mostrata da Feleteo a da sua moglie Gisa contro san Severino, evangelizzatore del Norico. Odoacre invase quindi la Rugilandia ed annientò i Rugi di Feleteo, che cadde prigioniero e fu condotto in Italia, dove morì. La regione fu devastata dall'esercito di Odoacre, che accanto a Eruli e Turcilingi includeva anche numerosi Rugi a causa di una precedente scissione del popolo germanico; il sovrano vittorioso rientrò quindi in Italia, portando con sé numerosi prigionieri. L'intento di Odoacre era di spopolare interamente la regione, deportando non soli i Rugi vinti, ma anche la popolazione romanizzata del Norico; il suo obiettivo era scoraggiare ulteriori insediamenti nei territori, rimasti ora liberi, della Rugilandia. L'operazione, tuttavia, non ebbe pieno successo, come testimoniano anche i resti archeologici rinvenuti nella regione. Un tentativo di riconquista della Rugilandia condotto nel 488 con i resti del suo popolo da parte del figlio di Feleteo, Federico, fu stroncato dal fratello di Odoacre, Unulfo.
Nell'indifesa Rugilandia irruppero allora immediatamente (488) i Longobardi guidati da Godeoc, che penetrarono nella regione dopo aver abbandonato le aree lungo l'Elba che avevano occupato fino ad allora (Anthaib, Bainaib e Burgundaib) e attraversato la Boemia interna e la Moravia. La conquista longobarda non trovò resistenza, poiché in quel momento Odoacre era impegnato nel conflitto contro Teodorico per il controllo dell'Italia e la Rugilandia era ampiamente spopolata. I Longobardi si imposero sulla scarsa popolazione romanizzata ancora presente, probabilmente in modo pacifico, e rimasero in Rugilandia per diversi anni, paghi – secondo Paolo Diacono – della fertilità di quella terra.
Dopo la morte di Godeoc e il breve regno di Claffone, agli inizi del VI secolo anche i Longobardi, guidati dal nuovo re Tatone, abbandonarono la Rugilandia per trasferirsi nel vicino Feld (a est di Vienna); la vittoria di Tatone su Rodolfo, re degli Eruli, lasciò tuttavia i Longobardi padroni dell'intera area tra Danubio e Tibisco.

### Fonti primarie
- Origo gentis Langobardorum, a cura di Georg Waitz, in Monumenta Germaniae Historica SS rer. Lang.
- Paolo Diacono, Historia Langobardorum (Storia dei Longobardi, cura e commento di Lidia Capo, Milano, Lorenzo Valla/Mondadori, 1992).
- Procopio di Cesarea, Bellum Gothicum.
- Publio Cornelio Tacito, Germania.

### Letteratura storiografica
- Lidia Capo. Commento a  Paolo Diacono, Storia dei Longobardi, a cura di Lidia Capo, Milano, Lorenzo Valla/Mondadori, 1992, ISBN 88-04-33010-4.
- Jörg Jarnut, Storia dei Longobardi, traduzione di Paola Guglielmotti, Torino, Einaudi, 1995  [1982], ISBN 88-06-13658-5.
- Sergio Rovagnati, I Longobardi, Milano, Xenia, 2003, ISBN 88-7273-484-3.

### Popolazioni
- Eruli
- Longobardi
- Rugi